# قرار مجلس الأمن التابع للأمم المتحدة رقم 1313
قرار مجلس الأمن التابع للأمم المتحدة رقم 1313، المتخذ بالإجماع في 4 آب / أغسطس 2000، بعد الإشارة إلى جميع القرارات السابقة بشأن الحالة في سيراليون، مدد المجلس ولاية بعثة الأمم المتحدة في سيراليون حتى 8 أيلول / سبتمبر 2000، وأعرب المجلس عن عزمه لمراجعة تفويض البعثة بناء على التوصيات.
بدأ القرار بالإدانة الشديدة للهجمات على أفراد بعثة الأمم المتحدة في سيراليون واحتجازهم، وأثنى على الإجراء الحاسم الذي اتخذه قائد قوة البعثة ضد التهديد المستمر من الجبهة المتحدة الثورية والعناصر المسلحة الأخرى. وقد ارتكبت الجبهة المتحدة الثورية انتهاكات لاتفاق لومي للسلام مما برر تعزيز ولاية بعثة الأمم المتحدة في سيراليون إلى أن يتم ضمان أمن العملية وتهيئة بيئة مواتية. مع مراعاة آراء الجماعة الاقتصادية لدول غرب أفريقيا وحكومة سيراليون والبلدان المساهمة بالقوات، أسندت إلى بعثة الأمم المتحدة في سيراليون المهام التالية، بناء على القرارين 1270 (1999) و1289 (1999):
(أ) الحفاظ على الأمن والطرق الرئيسية المؤدية إلى لونجي وفريتاون؛
(ب) الرد على تهديدات الجبهة؛
(ج) الانتشار في المواقع الاستراتيجية والمراكز السكانية الرئيسية؛
(د) تسيير دوريات على خطوط الاتصال الاستراتيجية مثل الطرق الرئيسية المؤدية إلى العاصمة فريتاون؛
(هـ) تعزيز عملية السلام التي تؤدي إلى تجديد برامج التجريد من السلاح والتسريح وإعادة الإدماج.
وسيجري تعزيز العنصر العسكري لبعثة الأمم المتحدة في سيراليون من خلال تناوب القوات وتعزيز احتياطي القوة بمعدات قتالية ولوجستية محسنة. وأقر المجلس بأن هجوم الجبهة المتحدة الثورية ضد بعثة الأمم المتحدة في سيراليون كشف عن نقاط ضعف في البعثة، وكان من المطلوب تنفيذ توصيات لتحسين أداء وقدرة البعثة. وسيتوقف إنجاز أهداف البعثة على الوحدات المحسنة والموارد الكافية والالتزام بتنفيذ ولايتها.
وأخيراً، طُلب من الأمين العام كوفي عنان تقديم تقرير إلى المجلس في أقرب وقت ممكن بشأن إعادة هيكلة بعثة الأمم المتحدة في سيراليون وتعزيزها.

## روابط خارجية
- نص القرار في undocs.org